# 圣艾尼昂叙罗
圣艾尼昂叙罗（法語：Saint-Aignan-sur-Roë，法語發音：[sɛ̃t‿ɛɲɑ̃ syʁ ʁo]）是法国马耶讷省的一个市镇，位于该省西南部，属于贡捷堡区。

## 地名
法语词“sur”意为“在……上方”，在地名中常接河名，此时地名按“XXX河畔XXX”译，但此处的“罗”（Roë）并不是河名，而是临近的一个市镇，“Saint-Aignan-sur-Roë”一名意为“罗上方的圣艾尼昂”，《世界地名翻译大辞典》与《世界地名译名词典》中将其误译作“罗埃河畔圣艾尼昂”。且“Roë”发音为[ʁo]，末尾字母“ë”不发音，即便其真为河名也应译作“罗河”而非“罗埃河”。

## 地理
圣艾尼昂叙罗（47°50'26"N, 1°8'14"W）面积18.19 平方千米，位于法国卢瓦尔河地区大区马耶讷省，该省份为法国西北部内陆省份，北起芒什省和奧恩省，西接伊勒-维莱讷省，南至曼恩-卢瓦尔省，东临萨尔特省。
与圣艾尼昂叙罗接壤的市镇（或旧市镇、城区）包括：拉内、布兰叙莱马尔什、孔格里耶、拉鲁欧迪耶尔、圣米歇尔德拉罗、圣萨蒂南迪利梅、拉塞勒克拉奈斯。
圣艾尼昂叙罗的时区为UTC+01:00、UTC+02:00（夏令时）。

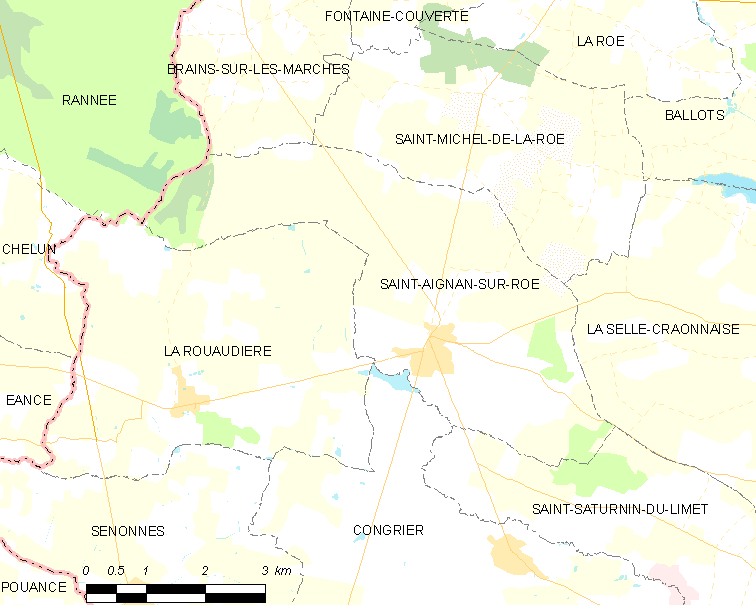
圣艾尼昂叙罗的OSM定位图

## 行政
圣艾尼昂叙罗的邮政编码为53390，INSEE市镇编码为53197。

## 政治
圣艾尼昂叙罗所属的省级选区为科塞勒维维安县。

## 人口

1962-2008年间圣艾尼昂叙罗人口变化图示

圣艾尼昂叙罗于2022年1月1日时的人口数量为934人。